# Fritz Schröder (SED)
Fritz Schröder, nemški general in politik, * 4. oktober 1915, † 5. julij 2001.
Med letoma 1964 in 1974 je bil namestnik ministra za državno varnost Nemške demokratične republike (Stasija).